# Stefan Manier
Stefan Manier (* 1. Dezember 1970 in Bad Pyrmont) ist ein deutscher Koch.

## Werdegang
Nach seiner Ausbildung von 1987 bis 1990 im Hotel Bergkurpark in Bad Pyrmont arbeitete Manier in verschiedenen Häusern in St. Moritz, Wien, Rom und Luzern. Von 1996 bis 1999 kochte er bei Heinz Winkler in der mit 3 Michelin-Sternen ausgezeichneten Residenz Heinz Winkler in Aschau. Von 1999 bis 2000 arbeitete er als Küchenchef im Restaurant Gut Ising in Chieming. 
2002 wurde er Küchenchef im Restaurant Ars Vivendi im Hotel Jagdhof Glashütte in Bad Laasphe, das unter seiner Leitung mit einem Stern im Guide Michelin bewertet wurde.
Seit 2005 betreibt er das Gasthaus Stromberg seines Geschäftspartners Holger Stromberg in Waltrop.

## Auszeichnungen
2003 wurde Manier vom Schlemmer Atlas zusammen mit 9 weiteren deutschen Köchen ausgezeichnet für „besondere kulinarische Leistungen“, im gleichen Jahr wurde Manier von der Zeitschrift Der Feinschmecker nominiert für die Auszeichnung „Aufsteiger des Jahres“.
2010 wird das Gasthaus Stromberg unter Maniers Leitung vom Guide Michelin mit einem BIB Gourmand ausgezeichnet.

## Mitgliedschaften
Manier ist Mitglied der Köchevereinigung junge wilde.